# Dicrotendipes crispi
Dicrotendipes crispi är en tvåvingeart som först beskrevs av Freeman 1957.  Dicrotendipes crispi ingår i släktet Dicrotendipes och familjen fjädermyggor. Inga underarter finns listade i Catalogue of Life.